# Justin Skule
Justin Skule (Clifton, Virginia, 23 de noviembre de 1996) es un jugador profesional estadounidense de fútbol americano que se desempeña en la posición de offensive tackle en Tampa Bay Buccaneers, equipo de la National Football League (NFL).

## Carrera
Fue seleccionado en la sexta ronda en la Reunión Anual de Selección de Jugadores de la NFL de 2019. Hizo su debut profesional con el equipo San Francisco 49ers, en el cual jugó tres temporadas (2019-2021, 2022-2023), posteriormente pasó a Tampa Bay Buccaneers, donde lleva jugando una temporada.